# San Pablo (Isabela)
För andra betydelser, se San Pablo.
San Pablo (Bayan ng San Pablo) är en kommun i Filippinerna. Kommunen ligger på ön Luzon, och tillhör provinsen Isabela. Folkmängden uppgår till 19 090 invånare.

## Barangayer
San Pablo är indelat i 17 barangayer.
| - Annanuman - Auitan - Ballacayu - Binguang - Bungad - Dalena - Caddangan/Limbauan - Calamagui - Caralucud | - Guminga - Minanga Norte - Minanga Sur - San Jose - Poblacion - Simanu Norte - Simanu Sur - Tupa (San Vicente) |